# 矢島重成
矢島 重成（1570年—1641年），日本戰國時代、安土桃山時代、江戶時代初期的武將，又稱左助、石見守、勘兵衛，號剛庵，為立花家臣。妻為草野家清之女・華緒。

## 生平

### 家族背景
其先祖為兒玉太郎左衛門公行，延元元年(1336年)依大渡戰功，受足利尊氏賜近江國野洲郡，居住於矢島鄉開始改稱矢島氏。
矢島重成之父是被傳聞為室町幕府第十五代征夷大將軍足利義昭之子的矢島秀行，秀行因繼承近江野江郡矢島鄉的豪族矢島氏，而改姓矢島。重成之母則是大納言菊亭晴季之女月祥院（一說為恵照院），豐臣秀次的正室一之台局是為其妹。足利義昭受到織田信長擁立為將軍後，矢島秀行便隨侍在旁，直至元龜元年九月，因為三好家的殘黨引發「京都亂入事件」，秀行為保護足利義昭而於山城國受重傷，在同年12月22日以27歲之齡逝世，留下三歲的女兒矢島八千子和一歲的重成。矢島重成的母親月祥院無奈之下帶著二子回娘家，依附親戚細川藤孝；重成和姊姊八千子一同受細川藤孝的教育積累涵養，並和藤孝之子細川忠興成為好友。

### 出征入仕
後來，織田信長遭重臣明智光秀反叛而亡於「本能寺之變」，而信長的另一名家臣羽柴秀吉（豐臣秀吉）則討伐明智光秀，並且繼承織田氏，成為掌握中央勢力的政權，開始統一日本版圖，西至九州、東至東北。而在天正15年（1587年）統一西日本的「九州征伐」當中，矢島重成亦參與豐臣軍的戰事；在豐臣秀吉攻打筑後地區的國人豪族草野家清所統領的發心岳城時，秀吉原先欲強迫家清的女兒華緒成為自己的側室，此時重成先行一步在豐臣軍的本陣迎娶華緒成為自己的正室。
豐臣秀吉和細川忠興因為擔心在九州筑後柳川擁有聲望和武名的立花宗茂和其正室立花誾千代仍無子嗣，為此在文祿4年(1595年)立花宗茂於朝鮮征戰回國後，介紹矢島重成之姊八千子予宗茂作為側室，而他也因為這層關係入仕立花家並成為家老，於文祿5年(1596年)可見其領有俸祿2千石。之後，矢島重成在第二次朝鮮征戰（「慶長之役」）中，與吉弘統幸擔任立花軍第四備隊出戰。

### 戰敗改易
在朝鮮征戰結束回國後，因豐臣秀吉之死而於慶長5年（1600年）爆發以石田三成和德川家康為首、西軍與東軍之間的「關原合戰」。立花宗茂為報答豐臣秀吉之恩，選擇加入西軍，因為被派往攻略大津城，未參與主戰場的戰事；在接到西軍戰敗的消息後，立花宗茂返回大坂城向毛利輝元提議進行籠城抗戰，輝元因為已經接受德川家康的勸降而拒絕提議，立花軍只得返回柳川領地。
之後隨即遭到由西軍變節至東軍的鍋島直茂、鍋島勝茂父子率3萬5千兵力侵攻。10月20日，立花宗茂指派家老小野鎮幸擔任總大將率領約3千兵力出城北上三瀦郡佈防，於江上八院一帶以1千3百兵力對峙鍋島軍先鋒3到5千兵力。矢島重成此時作為第三陣、為後衛參戰。這場戰役中立花軍陷入苦戰，在小野鎮幸的防守和立花成家發動奇襲下勉強阻止了鍋島軍的進擊，一方面黑田如水和加藤清正又率大軍攻至柳川，清正以宗茂好友的身分勸降，宗茂為了領民安全而決定開城投降，最終遭到改易而成為浪人。
戰後，大部分立花家臣為家族生計而改仕加藤家或黑田家，家中老臣以由布惟信和十時連貞為首、包含矢島重成約二十餘人，仍跟隨立花宗茂；他們在肥後高瀨接受加藤清正的保護不久後，便為復興主家展開流浪。

### 主家復興
數年後，因獲德川秀忠賞識，立花宗茂於陸奧棚倉回復大名身分，慶長11年(1606年)11月11日矢島重成致力輔佐棚倉的政務，領有五百石俸祿。不久，因為大坂冬夏的戰功，立花家完成回歸柳川大名之心願，矢島重成和十時連貞成為家族重要的國務、外交行政家老兼大組頭領有三千石俸祿，而立花宗茂認重成的女兒菜緒為養女，此女之後嫁給今川義元的曾孫、時任德川旗本將領之一的今川直房，重成之子矢島重知則擔任番頭另外領有一千石俸祿，之候繼任家老兼大組頭職務，參與「島原之亂」等戰事，繼續於柳川立花藩延續家系。

## 資料來源
1. 筑後史談会／編，《筑後人物便覧》，福岡県文化会館、筑後史談会　昭和１０年刊の複製，１９３５年：315頁
2. 渡辺村男，《旧柳川藩志、下巻》，柳川山門三池教育会，１９５７年：36頁、245頁